# 1790–1791年アメリカ合衆国上院議員選挙
1790–1791年アメリカ合衆国上院議員選挙（1790–1791ねんアメリカがっしゅうこくじょういんぎいんせんきょ、英語: 1790–1791 United States Senate elections）は、1790年から1791年にかけて行われたアメリカ合衆国の連邦議会（上院）議員の選挙である。

## 概要
アメリカ合衆国憲法の公布により設置された上院の2回目の選挙（中間選挙）である。ノースカロライナ州およびロードアイランド州が合衆国憲法に批准し、上院議員の定数は4増の26となった。
第1部（暫定2年の任期）に属する9議員が改選となり、1790年から1791年にかけて選出された。ペンシルバニア州では州議会の上下両院が一致せず、上院議員を選出できなかった。
当時のアメリカでは、まだ組織化された政党が形成されておらず、大統領に選出されたジョージ・ワシントンを支持する「親政府グループ」と距離がある「反行政党」（政党ではない）の2大派閥に分かれていた。

## 選挙データ

### 大統領
- ジョージ・ワシントン（初代）

### 改選数
- 9

### 選挙制度
- 州議会による選出

### 同日執行の選挙
国政選挙
- 1790-1791年アメリカ合衆国下院議員選挙

## 選挙結果

### 党派別獲得議席
ペンシルバニア州では州議会が議員を選出できず、欠員となった。
| 党派 | 党派           | 獲得 議席 | 議席計 | 増減     | 改選 | 非改選 | 非改選 | 非改選 | 改選前 |
| 党派 | 党派           | 獲得 議席 | 議席計 | 増減     | 改選 | 2      | 3      | 計     | 改選前 |
| ---- | -------------- | --------- | ------ | -------- | ---- | ------ | ------ | ------ | ------ |
|      | 親行政グループ | 6         | 17     | 01       | 7    | 4      | 7      | 11     | 18     |
|      | 反行政党       | 2         | 8      | 増減なし | 2    | 5      | 1      | 6      | 8      |
|      | 欠員           | 1         | 1      | 01       | 0    | 0      | 0      | 0      | 0      |
| 総計 | 総計           | 9         | 26     | 増減なし | 9    | 9      | 8      | 17     | 26     |

### 党派別当選者内訳
| 党派           | 計 | 内訳 | 内訳 |
| 党派           | 計 | 現   | 新   |
| -------------- | -- | ---- | ---- |
| 親行政グループ | 6  | 4    | 2    |
| 反行政党       | 2  | 1    | 1    |
| 合計           | 8  | 5    | 3    |

## 議員

### 当選者
| 州                 | 当選者                 |
| ------------------ | ---------------------- |
| コネチカット州     | オリバー・エルスワース |
| デラウェア州       | ジョージ・リード       |
| メリーランド州     | チャールズ・キャロル   |
| マサチューセッツ州 | ジョージ・キャボット   |
| ニュージャージー州 | ジョン・ラザファード   |
| ニューヨーク州     | アーロン・バー         |
| ペンシルベニア州   | （欠員）               |
| ロードアイランド州 | セオドア・フォスター   |
| バージニア州       | ジェームズ・モンロー   |

#### 特別選挙等
| 年   | 月日  | 選挙区           | 部 | 選出     | 当選者                        | 当選政党 | 欠員                       | 欠員政党 | 欠員事由         |
| ---- | ----- | ---------------- | -- | -------- | ----------------------------- | -------- | -------------------------- | -------- | ---------------- |
| 1791 | 6.13  | コネチカット州   | 3  | 特別選挙 | ロジャー・シャーマン          | 親行政G  | ウィリアム・S・ジョンソン  | 親行政G  | 1791.3.4辞職     |
| 1791 | 10.17 | バーモント州     | 1  | 通常選挙 | モーゼス・ロビンソン          | 反行政党 | （欠員）                   | （欠員） | 憲法批准のため   |
| 1791 | 10.17 | バーモント州     | 3  | 通常選挙 | スティーブン・R・ブラッドリー | 反行政党 | （欠員）                   | （欠員） | 憲法批准のため   |
| 1792 | 6.18  | ケンタッキー州   | 2  | 通常選挙 | ジョン・ブラウン              | 反行政党 | （欠員）                   | （欠員） | 憲法批准のため   |
| 1792 | 6.18  | ケンタッキー州   | 3  | 通常選挙 | ジョン・エドワーズ            | 反行政党 | （欠員）                   | （欠員） | 憲法批准のため   |
| 1792 | 10.18 | バージニア州     | 2  | 特別選挙 | ジョン・テイラー              | 反行政党 | リチャード・ヘンリー・リー | 反行政党 | 1792.10.8辞職    |
| 1793 | 1.10  | メリーランド州   | 1  | 特別選挙 | リチャード・ポッツ            | 親行政G  | チャールズ・キャロル       | 親行政G  | 1792.11.30辞職   |
| 1793 | 2.28  | ペンシルバニア州 | 1  | 通常選挙 | アルバート・ギャラティン      | 反行政党 | （欠員）                   | （欠員） | 議会未選出のため |

### 初当選
計3名
親行政グループ
2名
- ジョージ・キャボット（マサチューセッツ州）
- ジョン・ラザファード（ニュージャージー州）

反行政党
1名
- アーロン・バー　　　（ニューヨーク州）

### 落選
計4名
親行政グループ
3名
- トリストラム・ダルトン（マサチューセッツ州）[注 4]
- ジョナサン・エルマー　（ニュージャージー州）
- フィリップ・スカイラー（ニューヨーク州）

反行政党
1名
- ウィリアム・マクレイ　（ペンシルベニア州）